# Frieder Sauer
Frieder Sauer, eigentlich Friedhelm Sauer (* 1934 in Essen; † 18. Dezember 2000), war ein deutscher Biochemiker, Biologe und Naturfotograf.

## Leben

### Studium und wissenschaftliche Arbeit
Friedhelm Sauer wurde 1934 in Essen als eines von drei Kindern eines Kinderarztes geboren; der Autor und Fotograf Lothar Sauer ist sein älterer Bruder. Nach Kriegsende 1945 kam die zeitweilig zerstreute Familie in Betzdorf wieder zusammen, wo der Vater eine Kinderarztpraxis eröffnete und Frieder das Gymnasium besuchte. Nach dem Abitur 1954 begann er das Studium der Chemie an der Universität Marburg, das er 1961 mit der Diplomprüfung abschloss. Danach begann er noch in Marburg mit der Arbeit an einer Dissertation, die sich aber als so unlösbar schwierig erwies, dass er sie nach 5 Jahren aufgab und ein leichteres Thema bekam, das er schon 1965 bearbeitet hatte (Die pH-Abhängigkeit der Löslichkeit der Phosphopyruvathydratase (Enolase) des Kaninchenmuskels). Sauer folgte 1964 seinem Betreuer, dem Biochemiker Theodor Bücher, an die Ludwig-Maximilians-Universität München, wo er 1967 zum Dr. rer. nat. promoviert wurde. Er blieb nach der Promotion in München, wo er als wissenschaftlicher Assistent am Institut für Physiologische Chemie und Physikalische Biochemie bis 1974 mit dem Elektronenmikroskop arbeitete. Aus dieser Zeit stammen gemeinsame Veröffentlichungen mit anderen Wissenschaftlern, darunter dem Pflanzenphysiologen Hans-Walter Heldt.

### Freier Naturfotograf
Nach eigener Aussage hatte Sauer bereits im Alter von 24 Jahren beschlossen, Naturfotograf zu werden, und dieses Ziel schon während seiner Studienzeit in seiner Freizeit verfolgt. Sein erstes Werk mit 27 seiner Fotos erschien bereits 1969, danach mehrere Natur- und Reiseführer, darunter der Fotoband Die Eifel in Farbe. Nach dem Ende seiner Tätigkeit als wissenschaftlicher Assistent widmete er sich ganz dieser Aufgabe. Während der folgenden acht Jahre bereiste er auf zahlreichen Exkursionen Länder in Europa, Afrika und Asien. In dieser Zeit war er ungeheuer produktiv; Sauer selbst bezeichnet in seiner Autobiographie die Zeit von 1974 bis 1982 als Die Goldenen Jahre.

### Fauna Verlag
Nach seiner Heirat mit einer Frau aus Kamerun gab er seine Reisetätigkeit 1982 auf und konzentrierte sich von nun an auf die Veröffentlichung seiner Aufnahmen im Selbstverlag. Dazu gründete er im selben Jahr den Fauna Verlag als Einmannbetrieb. Unter der Bezeichnung Sauers Naturführer veröffentlichte er 22 Bücher, die er selbst fotografiert, eigenhändig auf der Maschine geschrieben und gesetzt hat. Erst 1994 wurde mit einem Werk von Klaus Philipp das Buch eines anderen Autors in das Verlagsprogramm aufgenommen. Im Jahr 2000, nach Sauers Tod, wurden die Verlagserzeugnisse von der Fauna Verlag e.K. des Matthias Schliermann im westfälischen Nottuln übernommen, bei der immer noch einige Titel der Naturführer-Reihe erhältlich sind (Stand: 2021).

### Tod
2000 erkrankte Sauer schwer und verstarb im Dezember desselben Jahres. Das Manuskript zu seiner Autobiographie Der ungerade Weg hatte er kurz zuvor noch fertigstellen können. Sein Fotoarchiv mit mehr als 200 000 Aufnahmen wurde von einem jungen Fotografen übernommen.

## Werke (Auswahl)
- Frieder Sauer: Die pH-Abhängigkeit der Löslichkeit der Phosphopyruvathydratase (Enolase) des Kaninchenmuskels. Dissertationsschrift an der Universität Marburg, 1965.
- Frieder Sauer: Vögel fotografiert und gefilmt. Dr. Diener KG, Neumünster. 1969. 173 S.
- Friedhelm Sauer: Einführendes Lehrbuch der Biochemie für Mediziner und Biologen. München, J.F. Lehmanns Verlag. 1971, ISBN 3-469-00332-7.
- Frieder Sauer: Leben und Überleben der Insekten. Wilhelm Goldmann Verlag, München. 1972. 146 S. 224 Fotos.
- Frieder Sauer: Die Eifel in Farbe aus der Reihe Kosmos Naturführer. Kosmos-Verlag, Stuttgart. 1. Auflage 1975. 3. Auflage 1986, ISBN 3-440-05012-2
- Frieder Sauer: Der ungerade Weg – Memoiren eines Tierfotografen. Mit einem Nachwort von Lothar Sauer. Fauna Verlag Nottuln. 2. Auflage 2003, ISBN 3-935980-26-4

### Sauers Naturführer
Alle Werke erschienen im Fauna Verlag, Karlsfeld:
- Frieder Sauer: Raupe und Schmetterling. 1982
- Frieder Sauer: Die schönsten Spinnen Europas. 1982
- Frieder Sauer: Tiere und Pflanzen im Wassertropfen. 1982
- Frieder Sauer: Naturfotografie mit allen Finessen. 1984
- Frieder Sauer: Bienen, Wespen und Verwandte.  1985
- Frieder Sauer: Afrikanische Vögel – nach Farbfotos erkannt. 1985, ISBN 3-923010-05-2.
- Frieder Sauer: Heimische Nachtfalter.  1985
- Frieder Sauer, Jörg Wunderlich: Die schönsten Spinnen Europas. Nach Farbfotos erkannt. 5. Auflage. Fauna Verlag 1997,  ISBN 3-923010-03-6.
- Frieder Sauer: Meerespflanzen, Meerestiere.  1987
- Frieder Sauer: Fliegen und Mücken.  1987
- Frieder Sauer: Wasserinsekten.  1988
- Frieder Sauer: Kriechtiere und Lurche im Mittelmeerraum.  1989
- Frieder Sauer: Notizbuch für Vogelbeobachter.  1989
- Frieder Sauer: Vogelnester. 1991.
- Frieder Sauer: Die schönsten Raupen. 1992
- Frieder Sauer: Tagfalter Europas. 1992
- Frieder Sauer: 600 Käfer. 1993
- Frieder Sauer: Säugetiere Afrikas. 1993
- Frieder Sauer: Orchideen Europas. 1995
- Frieder Sauer: Wanzen und Zikaden. 1996, ISBN 3-923010-12-5.
- Frieder Sauer: Wildlilien Europas. 1999
- Frieder Sauer: Bauwerke der Tiere. 2000